# Vicente de Roca y Pi

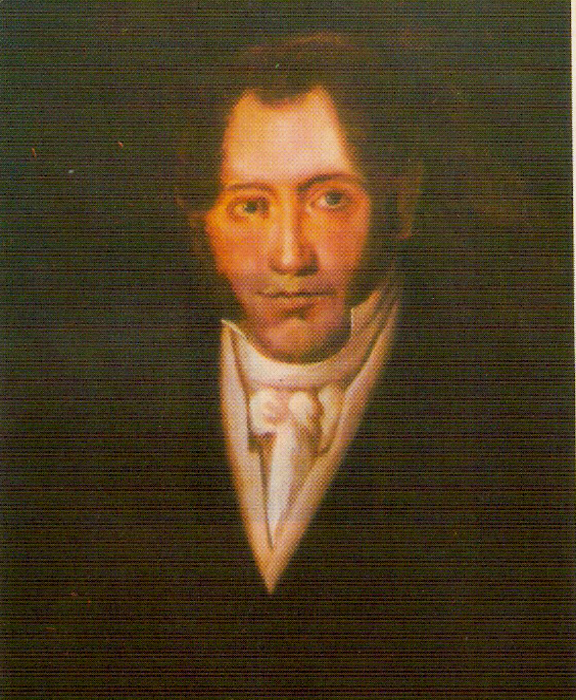
Vicente de Roca y Pi

Vicente de Roca y Pi (en catalán: Vicenç de Roca i Pi; Barcelona, 18 de julio de 1780-Badalona, 9 de julio de 1852), III barón de Marmellar, fue un empresario y filántropo catalán, hijo del empresario marítimo Joaquín de Roca y Batlle.

## Primeros años
Nacido en la calle de Mercaders de Barcelona en el seno de una familia de la nobleza local, sus padres fueron Joaquín de Roca y Batlle y su primera mujer, Raimunda Pi. Estudió con los Padres Escolapios, donde aprendió humanidades. En su madurez, su padre le enseñó el negocio familiar basado en el comercio marítimo con barcos propios y contratados. Gozó de respeto y estimación entre otros comerciantes de España y el extranjero y tuvo éxito en la mejora de los negocios familiares.

## Legado y conflicto hereditario

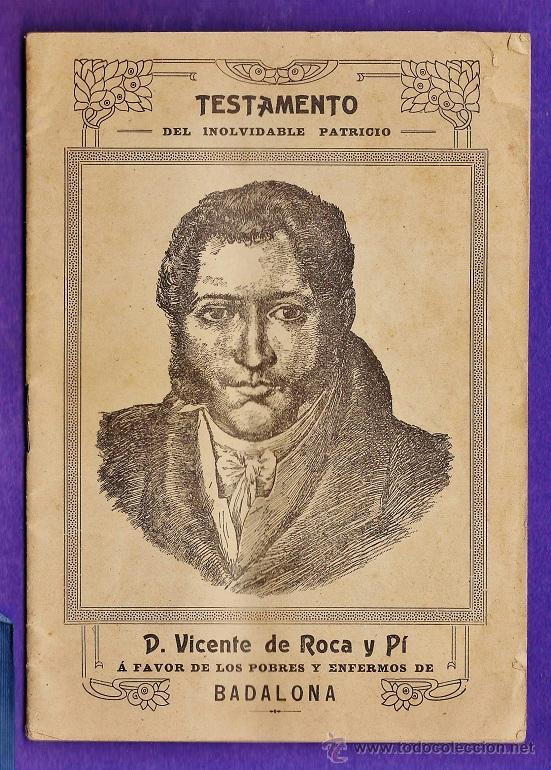
Testamento de Vicente de Roca y Pi, barón de Marmellar

A la muerte de sus padres, Roca y Pi pasó a vivir en Fontana, a la villa de Gràcia, con sus hermanos, Joaquim y Raimunda de Roca Pi, y hermanastro, Ramón de Roca Argila. Se casó con María del Carmen Espinach Puig, pero el matrimonio resultó infructuoso y se retiró a vivir en tranquilidad en Badalona hacia 1835, instalándose en la calle de Mar, número 60, que se convirtió en un lugar para los necesitados. Desde entonces, Roca y Pi se dedicó a las obras de caridad para pobres, desvalidos o enfermos. El mayo de 1846 empezó a notar los síntomas de indisposición que se fueron agravando hasta que murió de apoplejía la tarde del 9 de julio de 1852, poco antes de cumplir los 72 años. Fue enterrado al cementerio de Sant Gervasi de Cassoles. 
En su testamento dejó un importante legado a sus hermanos Joaquim y Raimunda, fallecidos sin descendencia. El testamento indicaba que entonces sus bienes tenían que quedar para los pobres domiciliados en Badalona. Después de la muerte de Raimunda y de Joaquim, se generó un conflicto de intereses que duró 9 años. A la muerte de todos sus hermanos, incluida su hermana Mercedes, su sobrino Joaquín de Prat y de Roca, impugnó el testamento y reclamó todo el patrimonio familiar para él y su descendencia. Este hecho encontró la oposición de la ciudad en conjunto, donde se formaron las Juntas Populares, con el apoyo del alcalde Guixeras, del Eco de Badalona, publicación líder de la campaña, y de personalidades como Vicenç Bosch, Antoni Ferratges, marqués de Mont-roig, o Evaristo Arnús. Finalmente, en 1886, el Tribunal Supremo ratificó el testamento y la voluntad de Roca y Pi, hecho muy celebrado a la ciudad. Se constituyó una institución benéfica con las rentas de las propiedades para los pobres de Badalona, administradas por el rector y vicario de Santa Maria, amigo del difunto.
El 15 de agosto de 1894, día de la Fiesta Mayor, la ciudad de Badalona, en agradecimiento, le dedicó un monumento, en la Rambla, proyectado por el arquitecto Joan Baptista Pons i Trabal, encima de que se situó una escultura de cuerpo entero, obra de Torquat Tasso. El monumento estuvo desde su inauguración hasta el año 1936 en el centro del paseo, cuando fue desmontado para sustituirlo por uno  nuevo, que por problemas económicos no se llegó a construir nunca. La estatua se ha convertido en uno de los elementos más característicos del paseo. Su tumba se encuentra en el Cementiri de Sant Gervasi.
- Datos: Q19301977
- Multimedia: Vicenç de Roca i Pi / Q19301977